# دهستان ییلاق (کلیبر)
دهستان ییلاق یکی از دهستان‌های استان آذربایجان شرقی است که در بخش مرکزی شهرستان کلیبر واقع گردیده است.